# Homosexualidad durante la dictadura franquista

## Antecedentes
A principios del siglo XIX se extendieron en España algunas ideas liberales desde Francia, y más tarde se extendió el krausismo, originado en Alemania. De esta forma, en 1822 se publicó el primer código penal que no mencionaba la sodomía como delito durante el Trienio liberal, pero el código fue derogado poco después. Hasta ese momento, la «sodomía» siempre se había referido al concepto antiguo de este, que incluía todos los actos sexuales no dirigidos estrictamente a la reproducción. No fue hasta 1848, con el nuevo código penal, que la sodomía desapareció definitivamente, hecho que se mantuvo en las nuevas versiones de 1850, 1860 y 1870. Sin embargo, se podían emplear otras leyes contra la homosexualidad, como las de «escándalo público» o aquellas sobre las «faltas contra la moral, el pudor y las buenas costumbres».
La homosexualidad como delito fue reintroducido en el código penal de 1928, durante el reinado de Alfonso XIII, con el artículo 616 del título X:

El que, habitualmente o con escándalo, cometiere actos contrarios al pudor con personas del mismo sexo será castigado con multa de 1.000 a 10.000 pesetas e inhibición especial para cargos públicos de seis a doce años.

La multa de 1.000 a 10.000 pesetas era una multa mayor, pues solo se la podían permitir los adinerados, y los más pobres debían cumplir en su lugar una condena carcelaria. También las mujeres fueron nombradas explícitamente en el artículo 613:

En los delitos de abusos deshonestos sin publicidad ni escándalo entre hembras, bastara la denuncia de cualquiera de ellas, y si se realizan con publicidad o producen escándalo, la de cualquier persona. En los cometidos entre hombres se procederá de oficio.

Este código penal fue derogado el 13 de abril de 1931 por la Segunda República, que reintrodujo el anterior código penal de 1870. En 1932 se publicó un nuevo código penal que seguía sin mencionar la homosexualidad, lo que legalizaba las relaciones sexuales entre hombres, con la excepción del ejército.
En España, al contrario que en Alemania, no hubo un movimiento homosexual a principios del siglo XX que se opusiese a las persecuciones o que buscase dignificarse. La Liga española por la reforma sexual, creada tardíamente en 1932, fue de entre las europeas la más conservadora socialmente, y de las pocas que no incluyó la homosexualidad en su programa. La homosexualidad se mantuvo como un tabú hasta la Guerra Civil.

## Guerra Civily posguerra

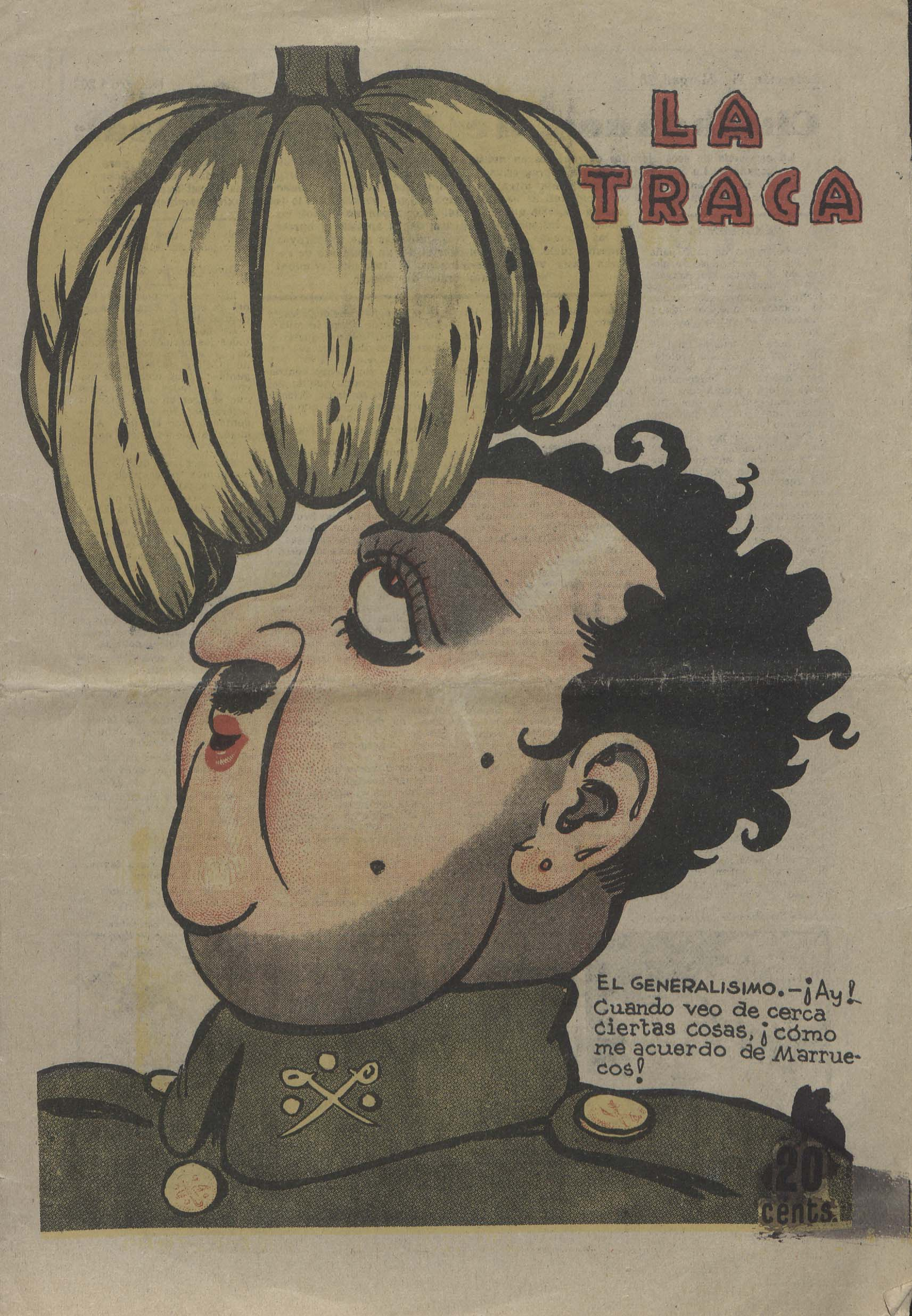
Portada de la revista satírica La Traca durante la guerra civil española, en la se muestra una caricatura del general sublevado, Francisco Franco. En ella se atribuye la condición de homosexual a Franco, a quien se retrata contemplando un racimo de plátanos –metáfora fálica– mientras declara «¡Ay! Cuando veo de cerca ciertas cosas, ¡cómo me acuerdo de Marruecos!».

El 18 de julio de 1936 se produjo la sublevación militar en España contra la Segunda República, a raíz del triunfo del Frente Popular en las elecciones de febrero de 1936, cuyo fracaso parcial originó la Guerra Civil. 
Aunque no consta que hubiese una persecución abierta y organizada hacia los homosexuales durante la Guerra Civil, sí parece que la homosexualidad podría haber sido un factor a favor del maltrato, el encarcelamiento o la ejecución de personas. El ejemplo paradigmático es el de Federico García Lorca, quizás el homosexual más conocido en la época, el cual había apoyado en un manifiesto al Frente Popular y que fue ejecutado por «rojo y maricón» según justificó Ruiz Alonso, tipógrafo católico y jefe de la banda que detuvo a Lorca.
En un principio, el régimen nacionalcatólico del dictador Francisco Franco se centró en perseguir y eliminar cualquier tipo de disidencia política, dejando de lado a los homosexuales. El código penal no se modificó hasta 1944; en el que no se introdujo la homosexualidad como delito. Sin embargo, sí se incluyó la corrupción de menores, para actos sexuales homosexuales con jóvenes de entre 13 y 23 años. También los actos sexuales realizados con violencia eran castigados. Por el lado militar, se incluyeron los castigos que aparecían en el código penal militar de 1890 en una nueva versión de 1945, que castigaba «actos deshonestos por un militar con una persona del mismo sexo» con una pena de presidio correccional de entre 6 meses y un día a 6 años. Sin embargo, en un régimen en el que la legalidad era un concepto precario cuando convenía a los poderosos o al régimen, las redadas por «escándalo público», por «actos contrarios a la moral» o incluso por «reunión», se realizaban contra cualquier expresión de diferencia frente a las directrices del nacionalcatolicismo.

### Cultura y sociedad
La Guerra Civil produjo una fractura en la vida homosexual, parecida a la ruptura que se produjo en la sociedad en general. El moralismo y la mojigatería extrema, así como la hipocresía que conllevaba, y la censura de todo material sospechoso y la sexofobia oficial, generaron un ambiente en el que a los homosexuales les resultaba muy difícil encontrar espacios en los que articularse. Desde el punto de vista católico, la homosexualidad se relacionaba con una sexualidad no reproductiva y pecaminosa, desde el punto de vista militar era una traición a los valores militares, y desde el punto de vista reaccionario de aquellos cercanos al poder, se relacionaba con aires de modernidad e izquierdismo. En resumen, rojos, ateos y «decadentes». La palabra «maricón» se convirtió en un insulto muy empleado. El ambiente resultante no hacía necesaria una persecución activa, sino que la autocensura y el control social eran suficientes. La homofobia compasiva y mucho menos la homofilia eran impensables en la época.
Aquellos homosexuales más liberales o de izquierdas fueron considerados por el régimen como ejemplo de la «izquierda como vivero de degenerados sexuales» y tuvieron que dirigirse al exilio o acabar en la cárcel. Hoyos, escritor y periodista español, murió en la cárcel. Retana, escritora española, pasó en varias ocasiones por la cárcel. Lorca fue asesinado. Miguel de Molina, Emilio Prados, Eduardo Blanco Amor, José de Zamora, Cipriano Rivas Cherif y Luis Cernuda tuvieron que abandonar el país. Pedro de Répide y Juan Gil Albert regresaron en la década de los cuarenta, pero se mantuvieron en silencio. Vicente Aleixandre se decidió por el exilio interior. La cesión de la cultura homosexual, que había comenzado a aparecer a través de obras como El público de Lorca, o los poemarios de Cernuda, quedó intacta.
Desde la derecha se mantuvo el silencio del armario, ayudados por una amplia red de chaperos. Jacinto Benavente y Rafael de León, a pesar de que su homosexualidad era conocida, fueron aceptados por el régimen y pudieron seguir publicando mientras mantuvieran su homosexualidad oculta. En general, se buscó seguridad en la invisibilidad y en el silencio, pues existió miedo generalizado, no solo en los pueblos y el campo, sino también en los grandes centros urbanos.
A pesar de ello, en Barcelona, el Barrio Chino no sólo mantuvo el ambiente marginal que había tenido antes de la Guerra Civil, donde se mezclaban delincuentes, prostitutas y homosexuales, sino que también la extrema pobreza de la posguerra hizo aumentar la prostitución tanto femenina como masculina de forma amplia, todo ello en conocimiento de la Guardia Civil, que hacía la vista gorda.

## Reforma de laLey de Vagos y Maleantes
A principios del régimen del general Francisco Franco este se centró en perseguir y eliminar cualquier tipo de disidencia política, pero cuando pasó cierto tiempo y las amenazas contra el franquismo se redujeron, se empezó a perseguir a la homosexualidad de una forma más clara, a los llamados «violetas», especialmente a partir del 15 de julio de 1954, cuando la Ley de Vagos y Maleantes,  fue modificada e incluyó a los homosexuales. Decía:

A los homosexuales, rufianes y proxenetas, a los mendigos profesionales y a los que vivan de la mendicidad ajena, exploten menores de edad, enfermos mentales o lisiados, se les aplicarán para que cumplan todas sucesivamente, las medidas siguientes:
a) Internado en un establecimiento de trabajo o colonia agrícola. Los homosexuales sometidos a esta medida de seguridad deberán ser internados en instituciones especiales, y en todo caso, con absoluta separación de los demás.
b) Prohibición de residir en determinado lugar o territorio y obligación de declarar su domicilio.
c) Sumisión a la vigilancia de los delegados

Los establecimientos de trabajo y las colonias agrícolas se convirtieron en auténticos campos de concentración, como el de Tefía en la Isla de Fuerteventura, en la que los presos tenían que trabajar bajo condiciones inhumanas hasta caer agotados, y en las que sufrir palizas, castigos corporales y hambre. Un total de unas 5.000 personas fueron detenidas por tener un comportamiento homosexual durante el franquismo. La Iglesia y la medicina colaboraron con el régimen en eliminar cualquier espacio de dignidad para los homosexuales.

### Cultura y sociedad
En la década de 1950, dos acontecimientos cambiaron el ambiente del Barrio Chino de Barcelona: el primero, la llegada de los soldados norteamericanos, con las visitas periódicas de la Sexta Flota, lo que dio un aire internacional al barrio. El segundo fue el cierre de los burdeles, lo que empeoró las condiciones laborales de las prostitutas, aumentando la prostitución callejera. Tanto la prostitución como el cancaneo homosexual se concentraban entre las Ramblas y la calle Aviñón, siendo su centro en las calles Escudellers y Conde del Asalto (ahora llamada Nou de la Rambla), distribuyéndose entre bares, clubes, cines —los cines Latino, Unión, Atlántico y, sobre todo, el Arnau—, urinarios de las plazas de Cataluña y la del Teatro. Algunos «hostales meublés» aceptaban parejas de hombres homosexuales sin hacer preguntas. Siempre existía el riesgo de ser interpelados por la policía, y detenidos por «peligrosidad social», lo que era relativamente frecuente, sobre todo para aquellos «conocido[s] de los servicios de policía como invertido[s]», por «ladrón» o «gamberro», o visibles por su maquillaje, «ademanes» o «andares».
En la década de 1960 la cultura gay empezó a aparecer de forma escondida, especialmente en las grandes ciudades y en los centros más turísticos, pues era donde la sociedad era menos conservadora, como por ejemplo en Torremolinos, cuyo Pasaje Begoña es considerado el "Stonewall español" ya que acogió al primer bar LGTBI+ de España en 1962, ciertos barrios de Barcelona, y luego destinos de sol y playa para turismo extranjero como Ibiza o  Sitges.

## La década de 1970 y laLey sobre Peligrosidad y Rehabilitación Social

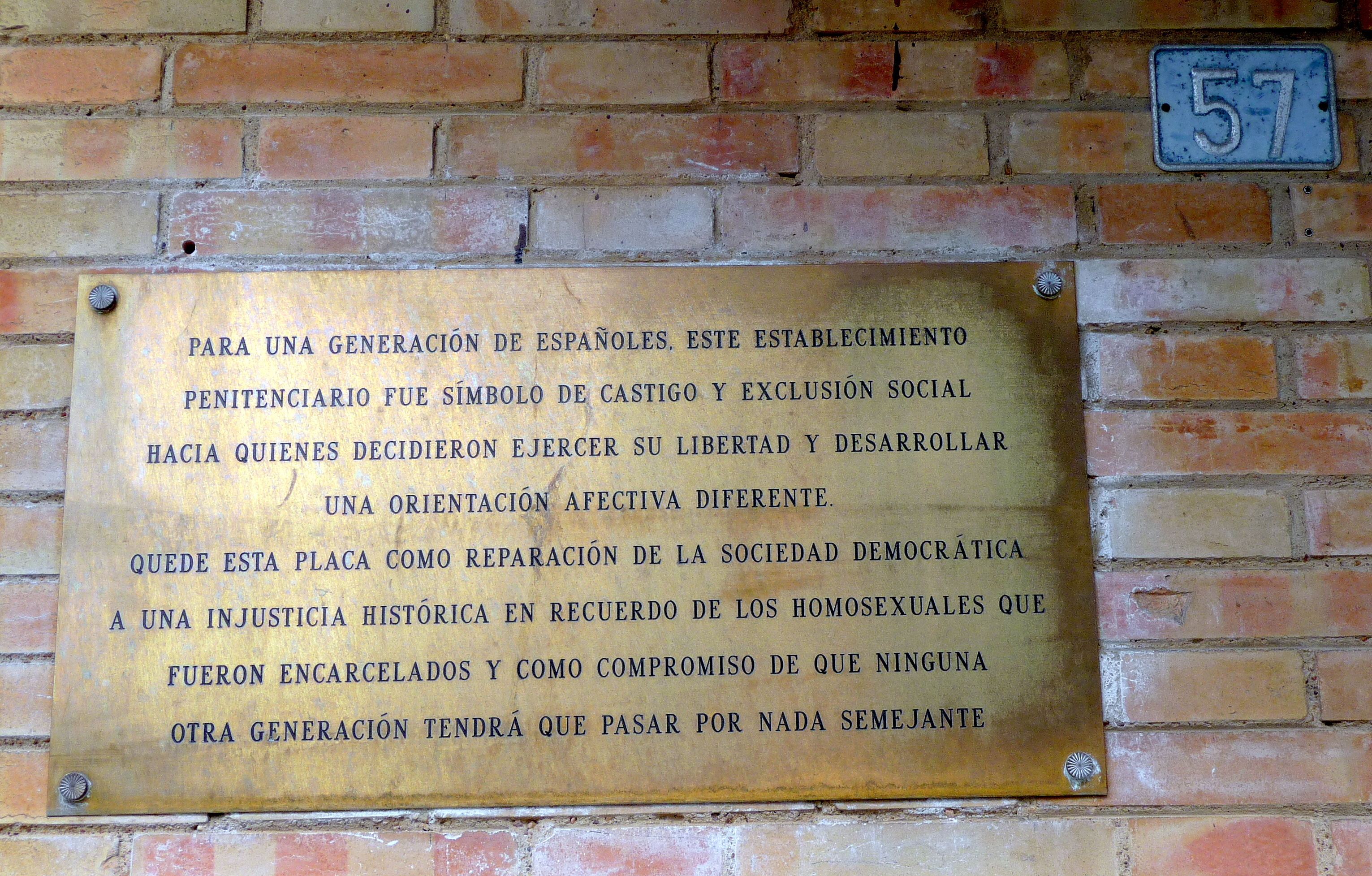
Placa homenaje a los homosexuales encerrados durante el franquismo en la antigua cárcel provincial de Huelva.

En 1970, la Ley de Peligrosidad y Rehabilitación Social dio el enfoque de "tratar" o "curar" la homosexualidad. Se establecieron dos penales, uno en Badajoz (a donde se enviaban los pasivos) y otro en Huelva (donde se enviaban los activos), además de que en algunas cárceles solía haber zonas reservadas para los detenidos homosexuales. En estos establecimientos se intentaba cambiar la orientación sexual de los presos mediante terapia de aversión: tras estímulos homosexuales se daban descargas eléctricas, que cesaban cuando había estímulos heterosexuales. Parece ser que en España, al igual que en otros países europeos y americanos, también se aplicó la lobotomía para tratar de «curar» a homosexuales.  Ni el indulto que posteriormente se dió el 25 de noviembre de 1975 ni la amnistía del 31 de julio de 1976 indemnizaron a los homosexuales que habían sido detenidos.
En la madrugada del 24 de junio de 1971, cien policías aparecieron por sorpresa en el Pasaje Begoña de Torremolinos, en Andalucía, conocido en toda Europa como un oasis de libertad para la población homosexual, para detener a más de trescientas personas y cerrar 23 locales de ambiente. 
En 1970, Mir Bellgai y Roger de Gaimon, seudónimos bajo los que se ocultaban Francesc Francino y Armand de Fluviá, crearon clandestinamente en Barcelona el Movimiento Español de Liberación Homosexual (MELH), la primera asociación moderna de defensa de los derechos de los homosexuales en España. En 1972 editaron algunos boletines mensuales bajo el nombre de Aghois (Agrupación Homosexual para la Igualdad Sexual), que se enviaba a Francia para su redistribución en España. El grupo se disolvió en 1974 debido al acoso policial.

## La transición democrática
Muerto el dictador Francisco Franco, el rey Juan Carlos I devino Jefe de Estado y tras el breve gobierno de Arias Navarro nombró a Adolfo Suárez presidente del Gobierno de España. Suárez fue ratificado posteriormente tras ser elegido en las primeras elecciones democráticas del 1977 desde el año 1936.
En 1975, poco después de la muerte de Franco, se creó el Front d'Alliberament Gai de Catalunya (FAGC) de las cenizas del MELH. La asociación no sería legalizada hasta el 15 de julio de 1980. El FAGC sirvió de fermento para la creación de otras asociaciones similares en el resto de España, como el Euskal Herriko Gay Askapen Mugimendua (EHGAM) en el País Vasco, el Frente Homosexual de Acción Revolucionaria (FHAR), el MDH y el Mercurio en Madrid y en Sevilla, Andalucía, se creó el Frente de Liberación Homosexual de Andalucía.
En 1977 el FAGC fue el motor de la creación de la Federació de Fronts d'Alliberament Gai dels Països Catalans, de vida muy breve, y de la Coordinadora de Frentes de Liberación Homosexual del Estado Español (COFLHEE), en la que participaron, a parte de la propia FAGC, los tres grupos de Madrid, el EHGAM, junto con otros grupos que se habían ido formando en el resto del país: FAGI, AM, MH Aragón y FLH Galicia.
También en 1977, el 26 de junio, el FAGC convocó la primera manifestación del Orgullo Gay en Barcelona, cuando la homosexualidad todavía era ilegal, en la que participan unas 5.000 personas. La manifestación fue duramente reprimida por la policía, con heridos y detenciones. Simultáneamente a la convulsión de asociaciones reivindicativas y radicales, Armand de Fluviá creó en 1977 en Barcelona el Institut Lambda, más tarde llamado Casal Lambda, el primer centro de servicios para homosexuales. También en 1977 el EHGAM creó la revista Hotsa, la primera revista de carácter homosexual en España.
En 1978 se produjo la primera salida del armario pública. Fue la de Armand de Fluviá, que hasta ese momento había empleado el seudónimo de Roger de Gaimon. El hecho se produjo en la televisión autonómica TVE, en el programa Vosté pregunta, uno de los de mayor audiencia de la época. También fue en 1978 cuando aparecieron los primeros homosexuales en la televisión, Armand de Fluviá y Jordi Petit, que aparecieron en La Clave.
La primera asociación lésbica fue el Grup de Lluita per l’Alliberament de la Dona, creado en Barcelona en 1979. Incluso después de su creación, las lesbianas mantuvieron un perfil bajo dentro del movimiento, hasta que en 1987 el arresto de dos mujeres por besarse en público provocó el 28 de julio una masiva protesta con beso público en la Puerta del Sol de Madrid, que desde entonces se repite anualmente.
Desde 1978 los movimientos homosexuales de Madrid no tuvieron continuidad: en 1978 se extinguieron el FHAR y MDH, y los militantes se unieron a la asociación Mercurio para crear el Frente de Liberación Homosexual de Castilla (FLHC), que convoca la mayor manifestación hasta el momento del 28 de junio de 1978, con 10.000 participantes. El boletín del FLHC tuvo 3 nombres La Ladilla Loca, La voz del FLHOC y Aquí el FLHOC. Tensiones entre gais y lesbianas llevaron a la creación en 1981 del Colectivo de Feministas Lesbianas de Madrid (CFLM), de ámbito nacional, y el Grupo de Acción por la Liberación Homosexual (GALHO), algo menos radical que el FLHOC. Finalmente FLHOC y GALHO se disolvieron.
En este período entró en vigor la Constitución de 1978, un texto que aseguraba la democratización y liberalización del Estado. Por ejemplo, el Catolicismo dejó de ser la religión del Estado, y ahora España se declaró aconfesional. Sin embargo, la ley de Vagos y Maleantes todavía se empleó contra tres personas en 1978. Los últimos presos por homosexualidad fueron liberados en 1979. La resistencia contra la normalización de la homosexualidad no sólo llegó desde la derecha y la iglesia, sino también desde la izquierda. Fue muy conocida la entrevista de Tierno Galván en Interviú en 1977:

No, no creo que se les deba castigar. Pero no soy partidario de conceder libertad ni de hacer propaganda del homosexualismo. Creo que hay que poner límites a este tipo de desviaciones, cuando el instinto está tan claramente definido en el mundo occidental. La libertad de los instintos es una libertad respetable..., siempre que no atente en ningún caso a los modelos de convivencia mayoritariamente aceptados como modelos morales positivos.
Enrique Tierno Galván

En esta misma opinión también coincidía Federica Montseny, anarquista de la CNT, Eladio García Castro del Partido del Trabajo de España, Manuel Guedán de la Organización Revolucionaria de Trabajadores, o Diego Fábregas (Dídac Fàbregas i Guillén) de la Organización de Izquierda Comunista de España.